# 西都ハロー・ジロー
西都 ハロー・ジロー（さいと ハロー・ジロー）は、昭和期の兄弟漫才師。

## 人物概要
兄弟とも京都府京都市東山区新門前通に生まれる。ジローは養子に出されたため、林田姓となった。もとは株取引関連の商売であった。師匠を持たぬまま漫才の世界に入る。戦前（昭和1ケタ代）に「ハロー淳・漫」のコンビ名で初舞台を踏む。後に「西都波呂・治呂（次呂とも）」を経て「西都ハロー・ジロー」と改名した。戦時中は一時、2人とも従軍（ジローは歩兵第60連隊）、ジローはインパール作戦にて左腕を失い、右足に銃弾が残ったままの歩行障害というハンディを負い傷痍軍人となったが、復員後も義手で舞台に精力的に立った。
長らく京都富貴などの端席に出演していた。角座に出たのち、吉本興業のうめだ花月、なんば花月に出演する。
1965年11月に兄・ハローが死去するまでコンビは続いた。その後ジローは、ダンサーの妻とコンビを続けたが、うまくいかず廃業した。
古き良き俄や軽口を思わせるようなしゃべくり漫才であった。
「実況録音 上方漫才黄金時代」には「嘘も方便」が収録されている。上方演芸会にも何度か出演した。

## メンバー
- 西都ハロー（本名・八木淳一、1913年1月31日[1] - 1965年11月）
メガネをかけていた。
- 西都ジロー（本名・林田（旧姓：八木）次郎、1919年1月1日 - 1996年5月23日）
兄没後は浅草で踊り子や踊りの講師をしていた妻と「林栗助（クリスケとも）・桃子」として再出発。後に「柿の本栗助・桃子」と改名もうまくいかず共に廃業。主に大須演芸場に出ていた。

## エピソード
- 喜味こいしが手を切られる芝居をやるときに、ジローの義手を借りた。こいしは受けるであろうと思って借りたが、実際にやったら客席は引いてしまったという。
- 桂右之助が楽屋で一生懸命、ジローの義手を見栄えがいいように直していたという。